# Greatest Hits (álbum de A*Teens)
Greatest Hits é a primeira coletânea de maiores sucessos lançada pelo grupo de música pop sueco A*Teens, em 2004, pela gravadora Stockholm Records.
Trata-se do último lançamento do grupo, enquanto ainda estava ativo, que era formado pelos integrantes Marie Serneholt, Amit Paul, Dhani Lennevald e Sara Lumholdt. A lista de faixas reúne 16 canções, sendo elas 11 dos 12 singles lançados entre 1999 e 2003, duas faixas presentes em álbuns anteriores e três canções inéditas: "I Promised Myself", "The Final Cut" e "With Or Without You", as duas últimas citadas foram coescritas pelos quatro integrantes.
Todas as faixas incluídas no álbum (exceto as novas) alcançaram o Top 20 das paradas de sucesso em pelo menos um país.
"I Promised Myself" foi o único single a ser lançado. O videoclipe foi dirigido por Gustav Jonhson e filmado em Estocolmo, em março de 2004 e mostra imagens dos integrantes da banda inseridas em cenas de vídeos anteriores, de forma que pareçam estar interagindo com os adolescentes que eram antes. A canção atingiu a posição de número 2 na parada semanal da Suécia, e apareceu na posição de número 40 na lista de final de ano das canções mais executadas de 2004 no país.
Após os trabalhos de divulgação a banda anunciou uma pausa de dois anos. Em 15 de abril de 2006, o site sueco de Serneholt anunciou oficialmente que os A*Teens haviam se dissolvido, e que os membros do grupo iriam seguir carreira solo.
De acordo com Lennevald "Com o [lançamento do] Greatest Hits, todos pensamos: "Não é hora de seguir em frente - talvez?" Tivemos um sucesso tão bonito. Nós realmente seremos aquela banda que força as coisas? Foi natural para nós fazer uma pausa". Já Lumholdt afirmou que: "A gravadora não queria que parássemos. (...) nós, como adolescentes, dissemos: “Não queremos mais fazer isso”. (...) “Não podemos mais mentir. Não podemos fingir que estamos nos divertindo. Lentamente, as revistas vão perceber que não somos os mesmos adolescentes loucos, divertidos e felizes de três anos atrás.” Foi quando decidimos que não poderíamos continuar".
Comercialmente, o álbum obteve recepção moderada na Suécia, único país no qual apareceu nas paradas musicais, atingindo a posição de número 16. Uma segunda compilação seria lançada no mesmo ano de Greatest Hits, a intitulada 14 Hits, mas não obteve êxito.

## Lista de faixas
Créditos adaptados do encarte do CD Greatest Hits, de 2004.
| N.º | Título                                        | Compositor(es)                                                 | Duração |  |
| 1.  | "Mamma Mia"                                   | Benny Andersson, Björn Ulvaeus, Stig Anderson                  | 3:43    |  |
| 2.  | "Upside Down"                                 | Gustav Jonsson, Markus Reza Sepehrmanesh, Tommy Tysper         | 3:13    |  |
| 3.  | "Gimme! Gimme! Gimme! (A Man After Midnight)" | Andersson, Ulvaeus                                             | 3:54    |  |
| 4.  | "Floorfiller"                                 | Jonsson, Sepehrmanesh, Tysper                                  | 3:12    |  |
| 5.  | "Dancing Queen"                               | Andersson, Ulvaeus, Anderson                                   | 3:48    |  |
| 6.  | "A Perfect Match"                             | Robert Habolin, Mats Jansson, Sepehrmanesh                     | 3:00    |  |
| 7.  | "...to the Music"                             | Flame, Rebecca Hortlund, J. Boogie, RedOne                     | 3:20    |  |
| 8.  | "Halfway Around the World"                    | Jonsson, Sepehrmanesh, Tysper                                  | 3:38    |  |
| 9.  | "Sugar Rush"                                  | Fredrik Thomander, Anders Wikström                             | 3:02    |  |
| 10. | "Super Trouper"                               | Andersson, Ulvaeus                                             | 3:50    |  |
| 11. | "Heartbreak Lullaby"                          | Jan Kask, Peter Mansson, Cathy Dennis                          | 4:08    |  |
| 12. | "Can't Help Falling in Love"                  | George David Weiss, Hugo Peretti, Luigi Creatore               | 3:04    |  |
| 13. | "Let Your Heart Do All the Talking"           | Johnson, Sepehrmanesh, Tysper                                  | 3:24    |  |
| 14. | "The Final Cut"                               | David Stenmarck, Niklas Jarl, Dhani Lennevald, Marie Serneholt | 3:20    |  |
| 15. | "With or Without You"                         | Stenmarck, Jarl, Sara Lumholdt, Amit Paul                      | 3:03    |  |
| 16. | "I Promised Myself"                           | Nick Kamen                                                     | 3:31    |  |

## Tabelas

### Tabelas semanais
| Tabela musical (2004)      | Melhor posição |
| -------------------------- | -------------- |
| Suécia (Sverigetopplistan) | 16             |